# Krasobruslení na Zimních olympijských hrách 1948
Krasobruslení na Zimních olympijských hrách 1948 probíhalo na olympijském kluzišti ve Svatém Mořici.

## Medailové pořadí zemí
| Pořadí | Země                         | Zlato | Stříbro | Bronz | Celkově |
| ------ | ---------------------------- | ----- | ------- | ----- | ------- |
| 1.     | Kanada (CAN)                 | 1     | 0       | 1     | 2       |
| 2.     | Spojené státy americké (USA) | 1     | 0       | 0     | 1       |
| 2.     | Belgie (BEL)                 | 1     | 0       | 0     | 1       |
| 4.     | Rakousko (AUT)               | 0     | 1       | 1     | 2       |
| 5.     | Maďarsko (HUN)               | 0     | 1       | 0     | 1       |
| 5.     | Švýcarsko (SUI)              | 0     | 1       | 0     | 1       |
| 7.     | Velká Británie (GBR)         | 0     | 0       | 1     | 1       |
|        | Celkem                       | 3     | 3       | 3     | 9       |

## Medailisté

### Muži
| Disciplína | Zlato                                      | Výkon   | Stříbro                            | Výkon   | Bronz                     | Výkon   |
| ---------- | ------------------------------------------ | ------- | ---------------------------------- | ------- | ------------------------- | ------- |
| muži       | Dick Button · Spojené státy americké (USA) | 191,177 | Hans Gerschwiler · Švýcarsko (SUI) | 181,122 | Edi Rada · Rakousko (AUT) | 178,133 |

### Ženy
| Disciplína | Zlato                               | Výkon   | Stříbro                        | Výkon   | Bronz                                       | Výkon   |
| ---------- | ----------------------------------- | ------- | ------------------------------ | ------- | ------------------------------------------- | ------- |
| ženy       | Barbara Ann Scottová · Kanada (CAN) | 163,077 | Eva Pawliková · Rakousko (AUT) | 157,588 | Jeannette Altweggová · Velká Británie (GBR) | 156,166 |

### Smíšené soutěže
| Disciplína        | Zlato                                                | Výkon  | Stříbro                                        | Výkon  | Bronz                                                   | Výkon  |
| ----------------- | ---------------------------------------------------- | ------ | ---------------------------------------------- | ------ | ------------------------------------------------------- | ------ |
| sportovní dvojice | Belgie (BEL) · Micheline Lannoyová · Pierre Baugniet | 11,227 | Maďarsko (HUN) · Andrea Kékesyová · Ede Király | 11,109 | Kanada (CAN) · Suzanne Morrowová · Wallace Diestelmeyer | 11,000 |